# خانواده فیبلمن
خانواده فیبلمن (انگلیسی: The Fabelmans) فیلمی آمریکایی در ژانر درام و داستان بلوغ به کارگردانی استیون اسپیلبرگ است که در ۲۰۲۲ منتشر شد. این فیلم بر اساس فیلم‌نامه‌ای به نویسندگی اسپیلبرگ و تونی کوشنر ساخته شده‌است. خانواده فیبلمن داستانی نیمه‌زندگی‌نامه‌ای است که بر اساس دوران نوجوانی اسپیلبرگ و سال‌های اولیهٔ فیلم‌سازی او ساخته شده و در فیلم از طریق داستان فیلم‌ساز جوان مشتاق، سمی فیبلمن، که کشف می‌کند چطور قدرت فیلم‌ها می‌تواند به او کمک کند تا حقیقت خانوادهٔ ناکارآمدش و اطرافیانش را ببیند، روایت می‌شود. گروه گسترده‌ای از بازیگران شامل گبریل لابل در نقش سمی، همراه با میشل ویلیامز، پل دینو، ست روگن و جاد هیرش در آن حضور دارند. این فیلم به خاطرات والدین واقعی اسپیلبرگ، لی آدلر و آرنولد اسپیلبرگ اختصاص دارد که به‌ترتیب در ۲۰۱۷ و ۲۰۲۰ درگذشتند.
این فیلم از طریق امبلین انترتینمنت متعلق به اسپیلبرگ با مشارکت ریلاینس انترتینمنت تولید شده‌است. اسپیلبرگ این پروژه را در اوایل سال ۱۹۹۹ با خواهرش آن که در حال نوشتن فیلمنامه‌ای با عنوان خانه خواهم بود بود، مطرح کرد. اسپیلبرگ به دلیل نگرانی از جریحه‌دار والدینش در رابطه با پژوهش داستان خانواده تردید داشت. او در سال ۲۰۱۹ با فیلم‌نامه‌نویس و همکار مکررش تونی کوشنر، در حالی که مشغول ساختن داستان وست ساید (۲۰۲۱) بودند، پروژه را بازبینی و فیلم‌نامه را تا پایان سال ۲۰۲۰ در طول قرنطینهٔ ناشی از همه‌گیری کویید-۱۹ تکمیل کرد. توسعهٔ فیلم به‌زودی رسماً آغاز شد و مراحل انتخاب بازیگران بین مارس و مهٔ ۲۰۲۱ به طول انجامید. تصویربرداری اصلی در ژوئیه همان سال در لس آنجلس آغاز شد و در سپتامبر به پایان رسید.
خانواده فیبلمن در ۱۰ سپتامبر ۲۰۲۲ در جشنوارهٔ فیلم تورنتو به نمایش درآمد و در آن برندهٔ جایزهٔ برگزیدهٔ مردم شد. این فیلم در ۱۱ نوامبر اکران محدودی را آغاز کرد در ۲۳ نوامبر از طریق یونیورسال پیکچرز به‌صورت گستردهٔ اکران شد. این فیلم مورد تحسین منتقدان قرار گرفت و در زمینهٔ بازیگری، کارگردانی، فیلم‌نامه، فیلم‌برداری و موسیقی جان ویلیامز ستایش شد. این فیلم از سوی انستیتوی فیلم آمریکا و هیئت ملی بازبینی فیلم به‌عنوان یکی از بهترین فیلم‌های ۲۰۲۲ نام گرفت. اما شکستی تجاری بود و ۴۴ میلیون دلار در مقابل بودجهٔ ۴۰ میلیون دلاری فروش داشت. این فیلم در مراسم گلدن گلوب نامزد دریافت پنج جایزه شد که جایزه بهترین فیلم – درام و بهترین کارگردانی را کسب کرد.

## داستان
در سال ۱۹۵۲، زوج یهودی میتزی و برت فیبلمن در هدن، نیوجرسی پسر کوچکشان سمی را برای دیدن اولین فیلمش بردند: بزرگترین نمایش روی زمین ساختهٔ سیسیل بی. دمیل که در آن مجذوب صحنه تصادف قطار می‌شود. والدینش در حنوکا برای او یک مدل از قطار اسباب‌بازی می‌خرد و میتزی، با درک مقصود سمی، به او اجازه می‌دهد تا صحنه تصادف دیگری را با استفاده از دوربین ۸ میلی‌متری برت فیلمبرداری کند. سمی به زودی شروع به فیلمبرداری می‌کند و گاهی اوقات خواهران کوچکترش رگی، ناتالی و لیزا را در فیلمبرداری خود شرکت می‌دهد. پس از اینکه برت یک شغل جدید یافت، او و خانواده به همراه بهترین دوست و شریک تجاری خود، بنی لووی، در اوایل سال ۱۹۵۷ به فینیکس، آریزونا نقل مکان کردند.
سال‌ها بعد، سمی که اکنون نوجوان است، به ساختن فیلم با دوستانش در یک گروه پیشاهنگی ادامه می‌دهد، که در طی آن شروع به استفاده از جلوه‌های پس از تولید می‌کند و متعاقباً نام و نشانی در تصویربرداری به دست می‌آورد. بعداً، خانواده فیبلمن، از جمله بنی، با سمی به سفری در جنگل می‌روند و از تعطیلاتشان فیلم می‌گیرد. اندکی بعد، مادر میتزی می‌میرد و میتزی به شدت افسرده می‌شود. برت با فراهم کردن تجهیزات کافی برای تدوین فیلم، توصیه می‌کند که سمی باید فیلم سفر کمپینگ را به یک فیلم تبدیل کند تا بتواند میتزی را تشویق کند. سمی با زمان‌بندی فیلم بعدی‌اش مخالفت می‌کند، اما برت، که اشتیاق سمی به فیلم را چیزی بیش از یک سرگرمی نمی‌داند، استدلال می‌کند که ویدیوی خانگی مهم‌تر است.
صبح روز بعد، دایی میتزی، بوریس، به‌طور غیرمنتظره‌ای از خانواده فیبلمن بازدید می‌کند. در آن شب، او با سمی در مورد به خطر انداختن خانواده‌اش با هنرش صحبت می‌کند و به او می‌گوید که هر دو جنبه همچنان با یکدیگر در تضاد خواهند بود. پس از رفتن بوریس، سمی شروع به تدوین فیلم سفر می‌کند، که در طی آن شواهدی از احساسات میتزی و بنی نسبت به یکدیگر مشاهده می‌شود و او را عصبانی می‌کند. پس از هفته‌ها برخورد شدید با او و بنی، سمی و میتزی با هم مشاجره شدیدی دارند، که در طی آن او به پشت سمی سیلی می‌زند و او را کبود می‌کند. سمی مضطرب، فیلم جمع‌آوری شده را به میتزی نشان می‌دهد، هرچند او قول می‌دهد که آن را مخفی نگه دارد.
برت ترفیع شغلی می‌گیرد و خانواده‌اش را ملزم می‌کند تا با او به ساراتوگا، کالیفرنیا نقل مکان کنند. به‌منظور اینکه ازدواجشان صدمه نبیند، بنی در فینیکس می‌ماند و به سمی یک دوربین فیلم جدید هدیه دهد، که سمی قول می‌دهد هرگز از آن استفاده نکند. سمی بلافاصله پس از رسیدن به محله و مدرسه جدیدش، مورد هدف دانش‌آموزان لوگان و چاد قرار می‌گیرد که به او توهین‌های یهودستیزی تحمیل می‌کنند. سمی همچنین با مونیکای مسیحی متعهدانه رابطهٔ عاشقانه برقرار می‌کند. هنگام صرف شام با خانواده فیبلمن، مونیکا به سمی پیشنهاد می‌کند که از روز اردوی مدرسه در ساحل فیلمبرداری کند. پس از اینکه مونیکا به او می‌گوید پدرش یک دوربین ۱۶ میلی‌متری دارد و به او اجازه استفاده از آن را می‌دهد، سمی قبول می‌کند.
پس از اینکه خانواده بالاخره از خانهٔ اجاره‌ای به خانهٔ تازه خریداری‌شده خود نقل مکان کردند، میتزی و برت به دلیل کشف رابطه زناکارانه میتزی از سوی سمی، طلاقشان را اعلام می‌کنند و خانواده را غمگین می‌سازند. در جشن مدرسه، سمی عشق خود به مونیکا را اعلام می‌کند و از او می‌خواهد که بعد از دبیرستان با او به هالیوود، لس آنجلس بیاید. مونیکا که نمی‌تواند برنامه‌های زندگی‌اش برای حضور در دانشگاه ای اند ام تگزاس را کنار بگذارد، از او جدا می‌شود. در همین حال، فیلم روز اردو در مقابل همسالان سمی پخش می‌شود، و در آن‌جا با واکنشی هیجان‌انگیز مواجه می‌شود. ظاهراً در فیلم لوگان ستایش و چاد بدنام می‌شود. لوگان با سمی روبرو می‌شود که به خاطر نقش مثبتش در فیلم گیج شده‌است، اما وقتی چاد به سمی حمله‌ور می‌شود و لوگان از او دفاع می‌کند، این دو به تفاهم می‌رسند. صبح روز بعد، میتزی و سمی در مورد آینده خود با هم صحبت می‌کنند. همان‌طور که میتزی نمی‌تواند از عشق خود به بنی دست بکشد، او به سمی می‌گوید که از عشقش به فیلم‌سازی دست نکشد.
سال بعد، سمی با برت در هالیوود زندگی می‌کند. سمی که نمی‌تواند در این زمینه کاری پیدا کند، به ترک دانشگاه فکر می‌کند، اما برت، پس از دیدن عکسی از میتزی و بنی با هم، با نارضایتی اشتیاق پسرش را می‌پذیرد، به او می‌گوید اگر این کار او را خوشحال می‌کند، راهش را ادامه دهد. سمی در نهایت نامه‌ای از سی‌بی‌اس دریافت می‌کند که به او پیشنهاد همکاری در سریال کمدی قهرمانان هوگان را می‌دهد. یکی از مدیران این شبکه با دانستن اینکه او بیشتر به فیلم‌سازی علاقه دارد، از سمی دعوت می‌کند تا با کارگردان فیلم، جان فورد که یکی از بزرگ‌ترین اثرگذار در فیلم‌سازی او است، دیدار داشته باشد. فورد نکات کوتاهی در مورد قاب‌بندی به سمی ارائه می‌دهد. سمی که به تازگی سرحال شده‌است، در حالی که دوربین نمای افق را مجدداً تنظیم می‌کند، توصیه‌های فورد را تکرار و محوطهٔ باز استودیو را طی می‌کند.

## بازیگران
- میشل ویلیامز در نقش میتزی شیلدکرات-فیبلمن، مادر مشوق سمی و پیانیست ماهر. او بر اساس مادر اسپیلبرگ، لی آدلر خلق شده‌است.
- پل دینو در نقش برت فیبلمن، پدر سمی و یک مهندس کامپیوتر. او بر اساس پدر اسپیلبرگ، آرنولد اسپیلبرگ خلق شده‌است.
- ست روگن در نقش بنی لویی، همکار و بهترین دوست برت که عموی بدیل سمی می‌شود.
- گبریل لابل در نقش ساموئل «سمی» فیبلمن، پسر شانزده ساله خانواده که آرزوی فیلم‌سازی را دارد. او بر اساس اسپیلبرگ خلق شده‌است.
  - متئو زورینا فرانسیس دفورد در نقش جوانی سمی
- کیلی کارستن در نقش ناتالی فیبلمن، دومین خواهر کوچکتر سمی. او بر اساس خواهر اسپیلبرگ، نانسی ساخته شده‌است.
- آلینا بریس در نقش ناتالی جوان
- جولیا باترز در نقش رگی فیبلمن، اولین خواهر کوچکتر سمی که رابطه تلخی با او دارد. او بر اساس خواهر اسپیلبرگ، آن، ساخته شده‌است.
- بردی بوریا در نقش رگی جوان
- جاد هیرش در نقش بوریس شیلدکرات، دایی مادر سمی و کارگر سابق سینما و رام‌کننده شیر سیرک
- سوفیا کوپرا در نقش لیزا فیبلمن، سومین خواهر کوچکتر سمی. او بر اساس خواهر اسپیلبرگ، سو ساخته شده‌است.
- جینی برلین در نقش هاداش فیبلمن، مادر برت
- روبن بارتلت در نقش تینا شیلدکرات، مادر میتزی
- سام رشنر در نقش لوگان هال، قلدر دبیرستان
- اوکس فگلی در نقش چاد توماس، یکی دیگر از قلدرهای دبیرستان
- کلویی ایست در نقش مونیکا شروود، همکلاسی و معشوقهٔ سمی
- ایزابل کوسمن در نقش کلودیا دنینگ، همکلاسی و معشوقهٔ لوگان
- چندلر لاول در نقش رنه
- گوستاوو اسکوبار در نقش سال، یکی از اعضای گروه پیشاهنگی سمی که به او در ساختن فیلم کمک می‌کند.
- نیکلاس کانتو در نقش هارک، یکی دیگر از اعضای گروه پیشاهنگی سمی که به او در ساختن فیلم کمک می‌کند.
- کوپر دادسون در نقش تارکی، دوست دوران کودکی و یکی دیگر از اعضای گروه پیشاهنگی سمی که به او در ساختن فیلم کمک می‌کند.
- گابریل بیتمن در نقش راجر، دوست دوران کودکی و یکی دیگر از اعضای گروه پیشاهنگی سمی که در اولین فیلم‌هایش در کنار خانواده‌اش ظاهر می‌شود.
- استیون اسمیت در نقش آنجلو، یکی دیگر از اعضای گروه پیشاهنگی سمی که به او در ساختن فیلم کمک می‌کند.
- جیمز اوربانیاک نقش مدیر دبیرستان گراند ویو
- کانر ترینی‌یر در نقش فیل نیوهارت
- لین فاکتور در نقش دین، یکی دیگر از اعضای گروه پیشاهنگی سمی که به او در ساختن فیلم کمک می‌کند.
- گرگ گرانبرگ در نقش برنی فین، یکی از خالقان قهرمانان هوگان که به سمی فرصتی برای همکاری در سریال سی‌بی‌اس پیشنهاد می‌کند.
- دیوید لینچ در نقش جان فورد، کارگردان مشهور سینما که آثارش بر فیلم‌سازی سمی تأثیر می‌گذارد
- جان هوگ در نقش نونا، منشی که در سی‌بی‌اس کار می‌کند
- کریستال در نقش بنی میمون، میمون خانگی فیبلمن

## تولید

### توسعه
در سال ۱۹۹۹، استیون اسپیلبرگ گفت که مدتی در فکر کارگردانی فیلمی دربارهٔ دوران کودکی خود بوده‌است. این پروژه با عنوان خانه خواهم بود، در اصل توسط خواهرش آن اسپیلبرگ نوشته شد. او توضیح داد: «ترس بزرگ من این است که مادر و پدرم آن را دوست نداشته باشند و فکر کنند که این یک توهین است و دیدگاه محبت آمیز و در عین حال انتقادی من را در مورد نحوه بزرگ شدن با آنها به اشتراک نگذارند.» در سال ۲۰۰۲، اسپیلبرگ گفت که از ساخت فیلم خانه خواهم بود نگران است: «این بسیار به زندگی و به خانواده‌ام بسیار نزدیک است – من ترجیح می‌دهم فیلم‌هایی بسازم که شبیه‌تر باشند. اما یک داستان واقعی در مورد خانواده من جسارت زیادی می‌خواهد. من هنوز فکر می‌کنم فیلم‌های شخصی می‌سازم، حتی اگر شبیه فیلم‌های پاپ کورنی با عملکرد تجاری بزرگ باشند.»

### پیش تولید
در مارس ۲۰۲۱، اسپیلبرگ برای کارگردانی فیلمی در ژانر دورهٔ بلوغ بر اساس دوران کودکی اش در آریزونا اعلام شد. میشل ویلیامز در حال مذاکره برای بازی در این نقش با الهام از لیا آدلر مادر اسپیلبرگ بود، اما با «صدای اصلی». اسپیلبرگ در کنار تونی کوشنر، فیلم‌نامه را نوشت. این اولین کار نویسندگی اسپیلبرگ در زمینه فیلم پس از هوش مصنوعی (۲۰۰۱) است. در مارس ۲۰۲۱ گزارش شد که ست روگن برای ایفای نقش «عموی مورد علاقهٔ جوانی اسپیلبرگ» به بازیگران پیوسته و تأیید شد که ویلیامز به عنوان بازیگر انتخاب شده‌است. همچنین گزارش شده بود که کریستی ماکوسکو کریگر با کوشنر و اسپیلبرگ تهیه کنندگی این فیلم را بر عهده خواهد داشت. در آوریل ۲۰۲۱ پل دینو در نقش برت فبلمن که از آرنولد پدر اسپیلبرگ الهام گرفته شده بود، به بازیگران پیوست. دینو گفت کرد که برای بازی در این نقش احساس ترس کرده‌است زیرا «چالش‌ها واقعاً زیاد بود... شما در حال تجسم یکی از مهم‌ترین، تأثیرگذارترین و پیچیده‌ترین چهره‌های زندگی [اسپیلبرگ] هستید. دیدن اینکه چقدر از اینها در تمام مدت کار او وجود داشت، باور نکردنی بود. او بخشی از خودش را به اشتراک می‌گذارد که به نظر من بسیار متاثرکننده است. یک موهبت واقعی در آن وجود دارد، وقتی کسی با آن قد و قامت و در آن سطح از هنر مایل به انجام این کار باشد.» در ماه مه، گابریل لابل وارد مذاکرات نهایی برای به تصویر کشیدن نقش اصلی، سامی فبلمن، فیلم‌ساز جوان و مشتاق بر اساس خود اسپیلبرگ شد. جولیا باترز برای بازی در نقش آن فبلمن که از خواهر اسپیلبرگ الهام گرفته شده‌است، تأیید شد. بعداً در ژوئن همان سال، سم رچنر نیز انتخاب شد. در ماه جولای، کلویی ایست، اوکس فگلی، ایزابل کوسمن، جنی برلین، جود هیرش، رابین بارتلت و جاناتان هاداری به بازیگران اضافه شدند. در ماه آگوست، گابریل بیتمن، گوستاوو اسکوبار، نیکلاس کانتو، لین فاکتور، کوپر دادسون و استفن متیو اسمیت بازیگران فیلم شدند. بعداً کیلی کارستن، بردی بوریا، آلینا بریس، سوفیا کوپرا، و متئو زورینا فرانسیس دفورد برای بازی در فیلم انتخاب شدند. در فوریه ۲۰۲۲ اعلام شد که دیوید لینچ نیز در نقشی نامعلوم بازی خواهد کرد.
در مارس ۲۰۲۲، فیلمبردار یانوش کامینسکی گفت که این فیلم زندگی اسپیلبرگ را از هفت تا هجده سالگی روایت می‌کند و به «خانواده‌اش، با والدینش، معماهای خواهرانش می‌پردازد، اما در درجه اول به اشتیاق او برای فیلم‌سازی می‌پردازد». این موضوع به مضامین «عشق جوان، طلاق والدین و روابط اولیه شکل‌گیری» می‌پردازد... این یک فیلم شخصی بسیار زیبا و زیبا است. این در مورد زندگی استیون و اینکه او به عنوان یک فیلمساز کیست بسیار آشکار است.»

### فیلمبرداری
تصویربرداری اصلی در اواسط دنیاگیری کووید–۱۹ در کالیفرنیا در ۱۷ جوئیهٔ ۲۰۲۱ آغاز شد. مراحل فیلم‌برداری به مدت ۵۹ روز تا ۲۷ سپتامبر ۲۰۲۱ به اتمام رسید.

## موسیقی
موسیقی فیلم توسط جان ویلیامز ساخته شد و بیست و نهمین همکاری سینمایی او با اسپیلبرگ است. ویلیامز در ژوئن ۲۰۲۲ گفت که خانواده فیبلمن و ایندیانا جونز و گردانه سرنوشت ممکن است آخرین فیلمی باشند که او قبل از بازنشستگی روی موسیقی آن کار خواهد کرد. ضبط موسیقی در مارس ۲۰۲۲ به‌دنبال کنسرت ویلیامز با ارکستر فیلارمونیک وین آغاز شد. موسیقی متن فیلم به صورت دیجیتالی به‌وسیلهٔ سونی کلاسیک رکوردز در ۱۱ نوامبر ۲۰۲۲ منتشر شد. همچنین نسخهٔ سی‌دی فیزیکی در ۹ دسامبر منتشر شد.

## انتشار
خانواده فیبلمن در ۲۶ ژوئیهٔ ۲۰۲۲ پیش‌نمایشی مخفی در ننیوئت، نیویورک داشت. این فیلم در ۱۰ سپتامبر ۲۰۲۲ در یکی از بخش‌های جشنواره بین‌المللی فیلم تورنتو ۲۰۲۲ به نمایش درآمد و در آن جا دوبار مورد تشویق ایستادهٔ مخاطبان قرار گفت. این فیلم در ۱۱ نوامبر ۲۰۲۲ از طریق یونیورسال پیکچرز اکران شد. این اولین فیلم اسپیلبرگ پس از مونیخ (۲۰۰۵) است که توسط این استودیو توزیع شد.

## بازخورد منتقدان
در وبگاه جمع‌آوری نقد راتن تومیتوز، ٪۹۱ از ۲۹۰ بررسی منتقدان مثبت است و میانگینِ امتیاز آن ۸٫۲/۱۰ است. اجماع این وبگاه چنین می‌نویسد: «بخشی خاطره، بخشی چکامه برای قدرت فیلم‌ها، خانواده فیبلمن در می‌یابد که استیون اسپیلبرگ در حال کندوکاو ریشه‌های خانوادگی است که به او کمک کرد تا به فیلم‌سازی محبوب تبدیل شود — و ثابت می‌کند که او دست جادویی خود را از دست نداده‌است.» این فیلم در متاکریتیک که از میانگین وزنی استفاده می‌کند، بر اساس نظر ۵۵ منتقدین امتیاز ۸۴ از ۱۰۰ را کسب کرده که نشان‌گر «تحسین همگانی» است. تماشاگران شرکت‌کننده در نظرسنجی سینماسکور به فیلم میانگین نمرهٔ «A» در مقیاس A+ تا F دادند.